# 云水镇
云水镇，是中华人民共和国山西省忻州市原平市下辖的一个乡镇级行政单位。2021年5月，撤销楼板寨乡、解村乡，合并设立云水镇。

## 行政区划
云水镇下辖以下地区：
上院村、西茹庄村、中茹庄村、东茹庄村、曹三泉村、李三泉村、中三泉村、北三泉村、圪妥村、南岗村、解村、下院村、尚家庄村、北岗村、朝霞峪村、马家山村、于家沟村、立道村和红花沟村。
北岸村、荆芥村、白阳村、王家营村、屯瓦村、袁家庄村、丘峪村、北庄村、下庄村、楼板寨村、西庄村、山水村、沙活村、大龙门村、一家村、巷子沟村、木口村、彭家塔村、文治村和小里底村。